# Seznam kanadských spisovatelů
Seznam kanadských spisovatelů obsahuje přehled některých významných spisovatelů, narozených nebo převážně publikujících v Kanadě.

## A
- Margaret Atwoodová (* 1939), básnířka, autorka románů, literární kritička a politická aktivistka

## D
- Mazo De la Roche (1869–1961), prozaička, která se proslavila šestnáctidílným románovým cyklem Jalna, jedním z nejpopulárnějších knižních seriálů své doby

## E
- Allen Roy Evans (1885–1965), anglicky píšící spisovatel, jehož romány se odehrávají na dalekém severu

## G
- Grey Owl (1888–1938), spisovatel původem z Anglie, lovec, ochránce zvířat a mluvčí Indiánů, jejichž způsob života převzal

## L
- Shari Lapena (* 1960), prozaička
- Iain Lawrence (* 1955), autor knih pro mládež
- John Lunn (* 1958), autor knih pro mládež

## M
- Anne Michaels (* 1958), básnířka a prozaička, autorka románu Prchavé okamžiky
- Farley Mowat (* 1921), prozaik, novinář, přírodovědec, environmentalista a cestovatel

## O
- Michael Ondaatje (* 1943), kanadsko-srílanský prozaik a básník, autor románu Anglický pacient